# Ernst Ludwig Riepenhausen
Pour les articles homonymes, voir Riepenhausen.
Ernst Ludwig Riepenhausen est un peintre et un graveur allemand, né à Göttingen en 1762 et mort dans la même ville le 28 janvier 1840.
Il est surtout connu par son activité de graveur d'après William Hogarth et par ses deux fils, tous les deux peintres : Franz Riepenhausen et Johannes Riepenhausen.
Il étudie le dessin et la gravure d'après Chodowiecki. Il réalise de nombreuses vignettes pour l'almanach de Göttingen. Il devint graveur de l'Université de Göttingen. Il est lié à Heyne, Heeren, Burger.

## Galerie

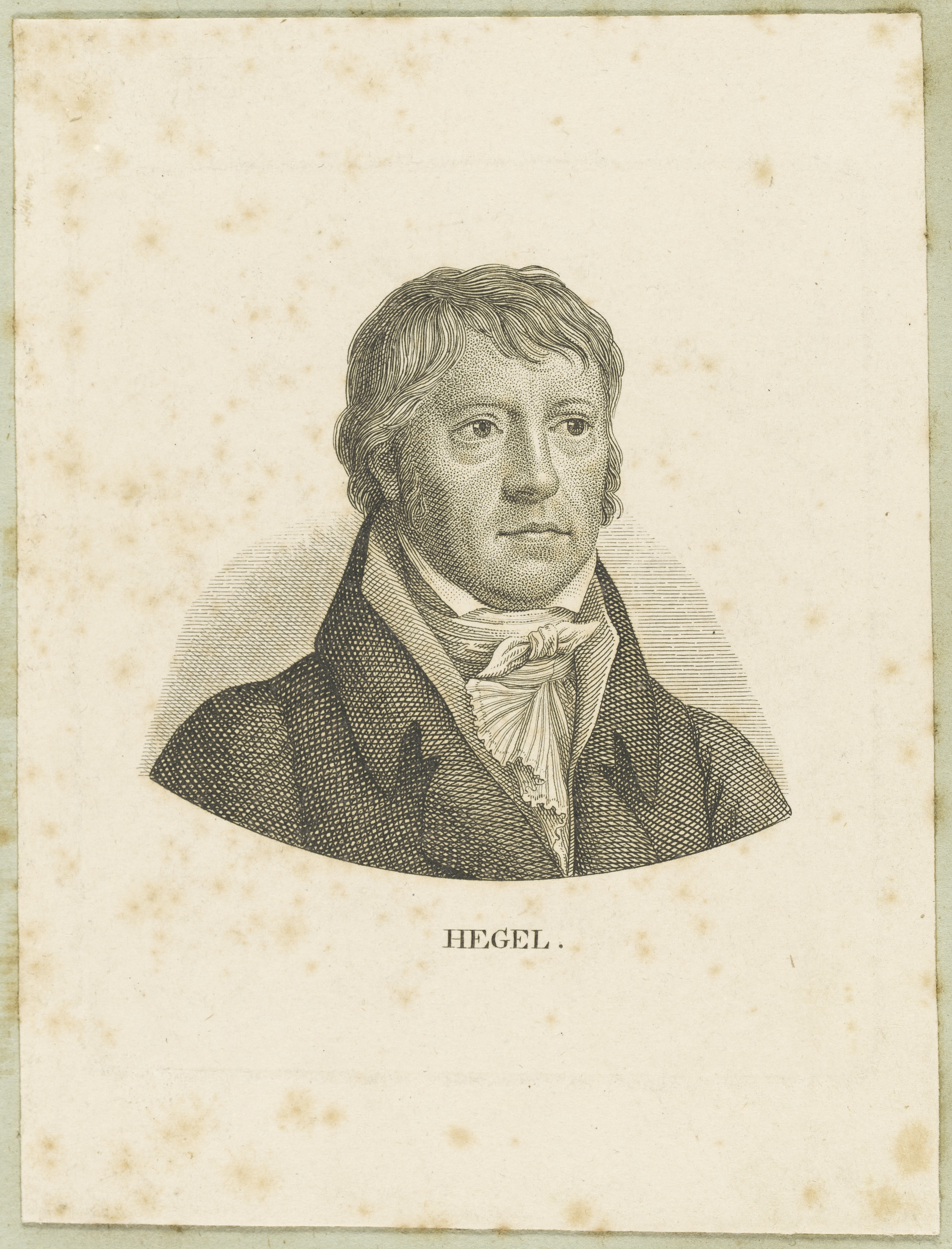
Georg Wilhelm Friedrich Hegel
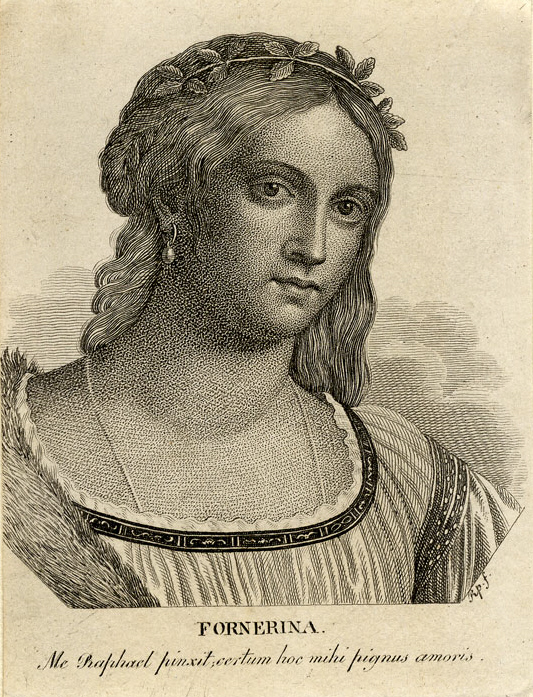
La Fornerina
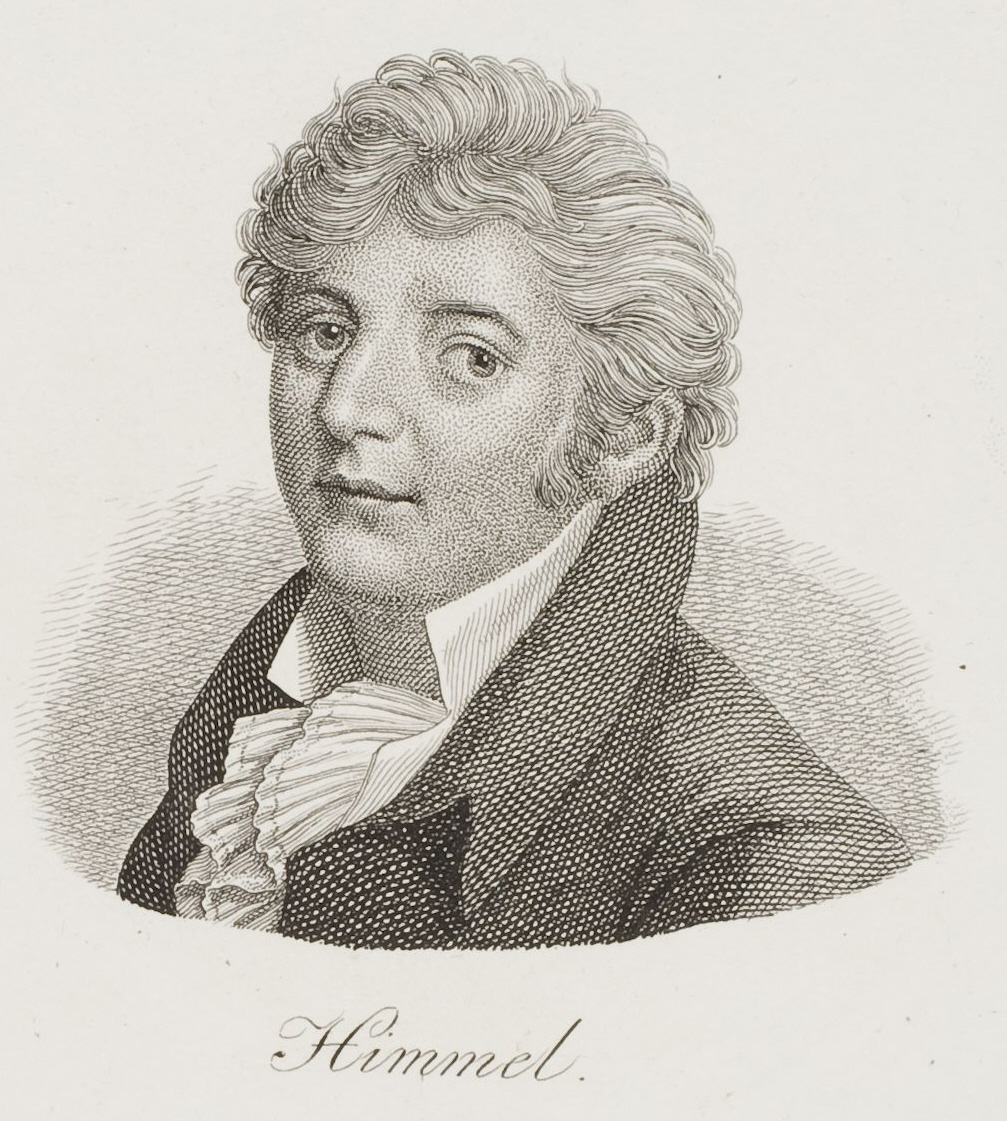
Friedrich Heinrich Himmel
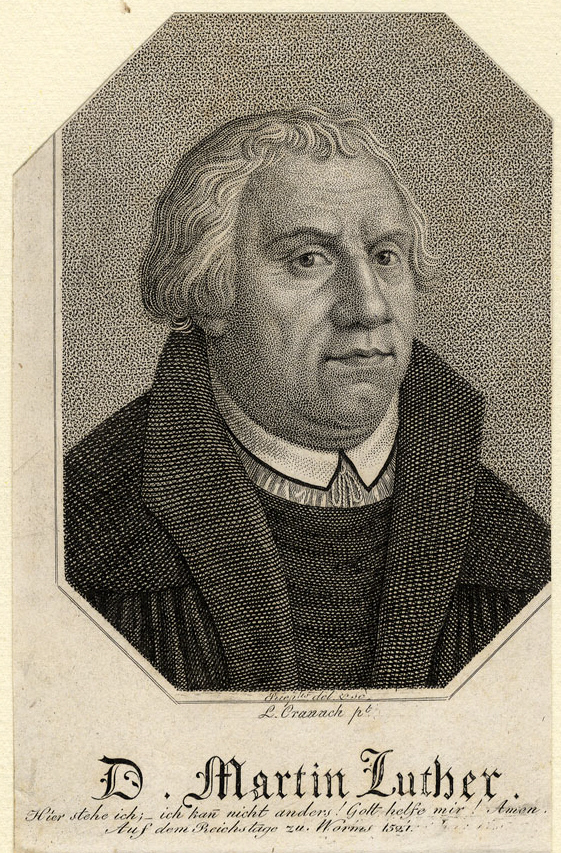
Porträt Martin Luther
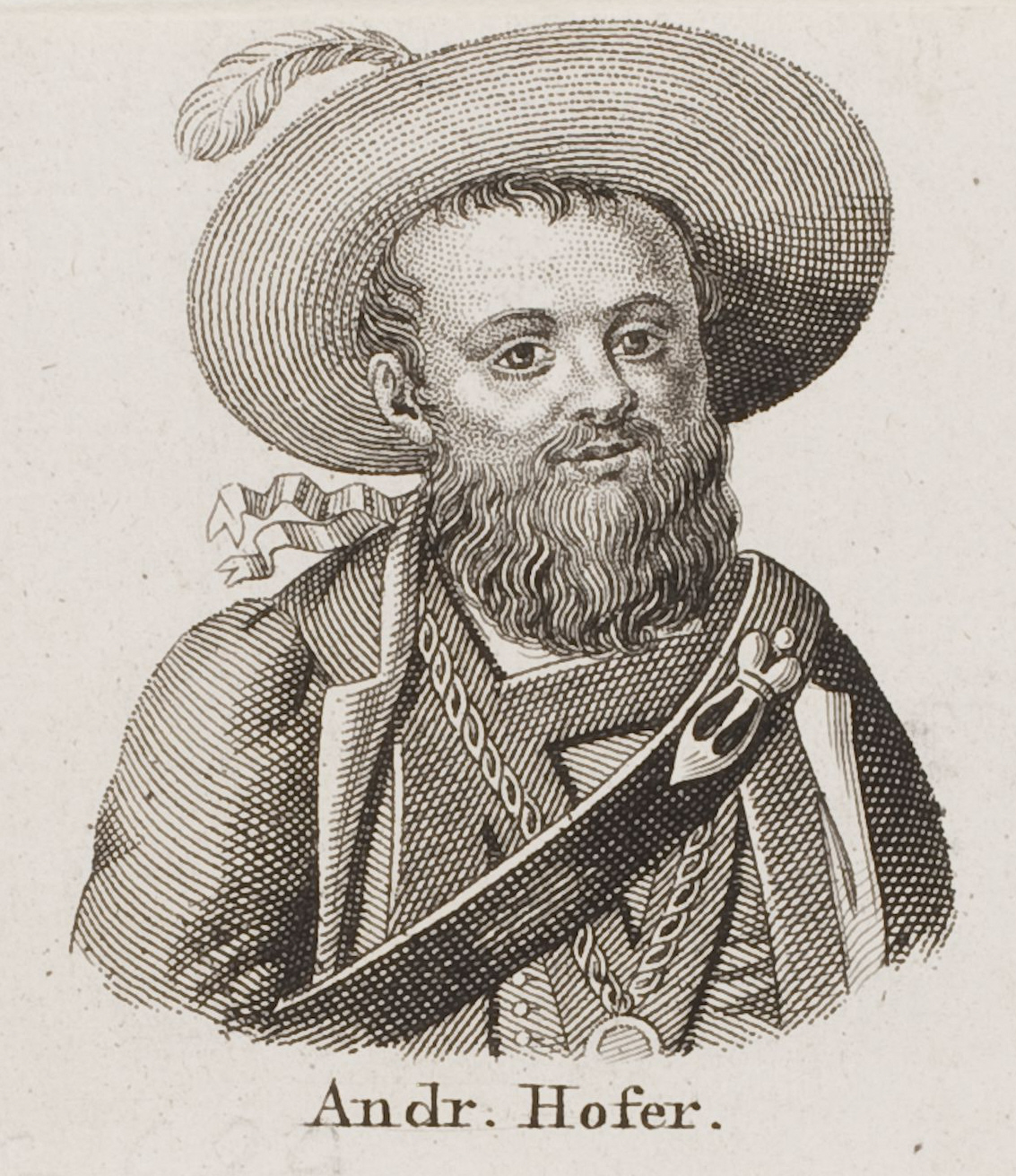
Andreas Hofer